# Caproni Ca.11
Il Caproni Ca.11 fu l'undicesimo modello di aeroplano progettato e costruito dal pioniere dell'aviazione trentino Gianni Caproni. Si trattava di un monoplano monomotore caratterizzato da una configurazione moderna, con elica traente e impennaggi in coda, che volò per la prima volta tra la fine del 1911 e i primi giorni del 1912 e si distinse nel febbraio di quell'anno per i tre record nazionali italiani di velocità stabiliti dal pilota Enrico Cobioni.

## Storia del progetto
Il Caproni Ca.11 fu il quarto modello di monoplano costruito da Gianni Caproni nell'officina che egli, in collaborazione con l'ingegnere Agostino De Agostini e con l'aviatore Gherardo Baragiola, aveva avviato presso Vizzola Ticino nella prima metà del 1911.

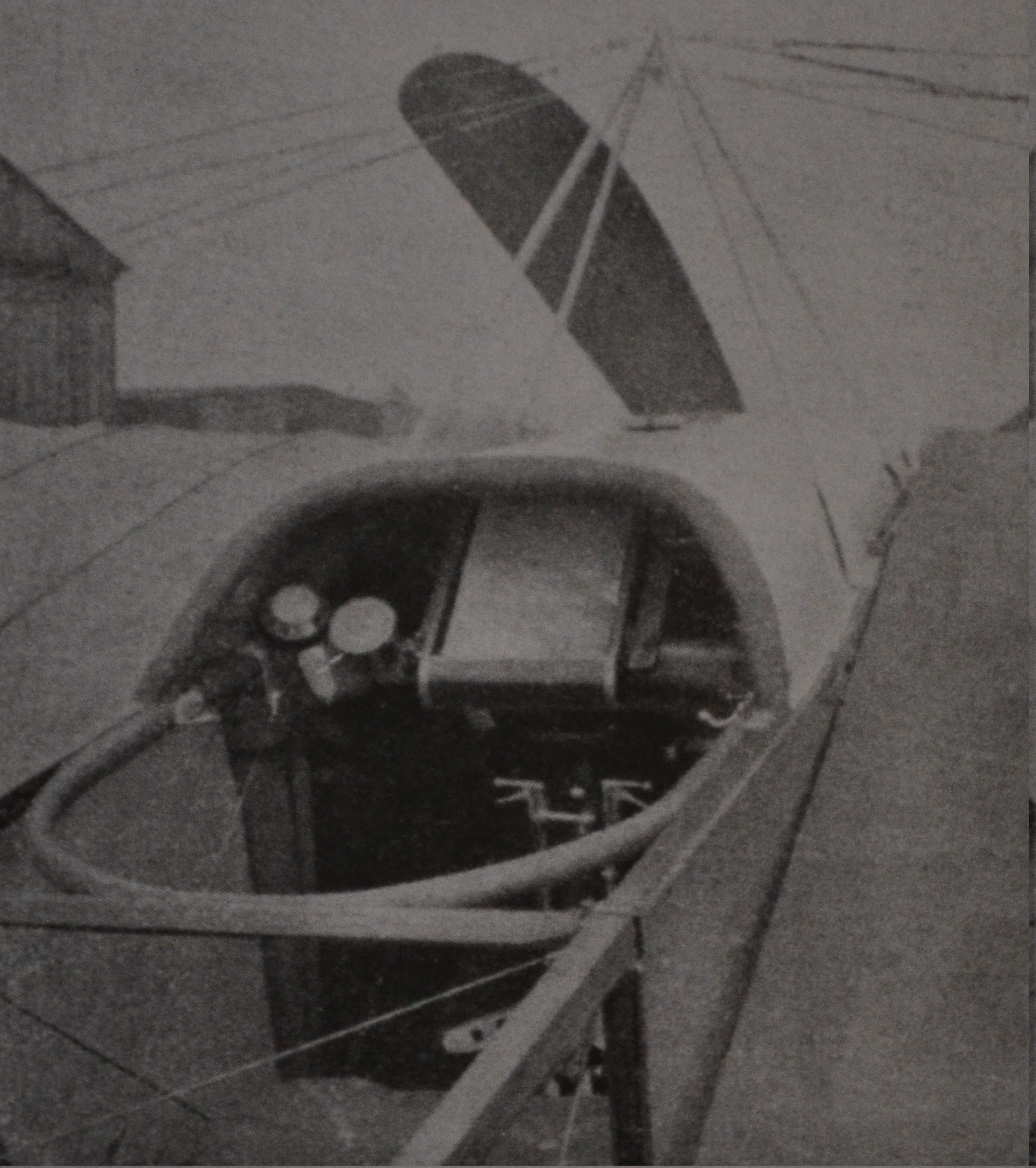
L'abitacolo di un Ca.11.

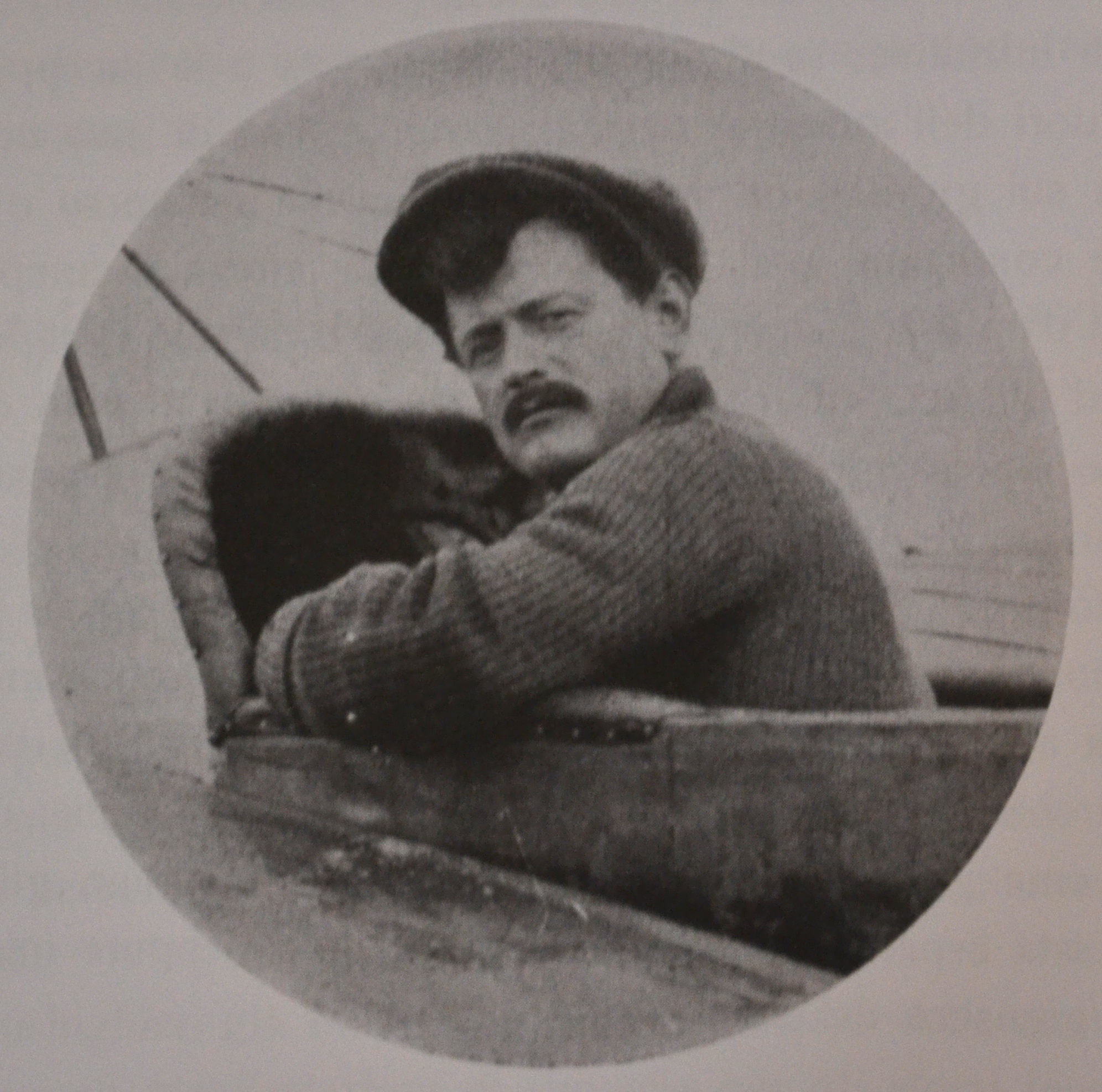
Enrico Cobioni, che aveva ottenuto il brevetto di volo dalla scuola d'aviazione di Caproni nel 1911, batté una serie di record di velocità nel 1912 a bordo del Ca.11.

## Tecnica
Basato, nella sua concezione generale, sul Blériot XI con cui Louis Blériot aveva compiuto la prima trasvolata del canale della Manica nel 1909, il Ca.11 era molto simile al Ca.8 che era stato il primo della generazione dei monoplani Caproni costruiti a Vizzola. Era un moderno monoplano ad ala alta con struttura in legno e rivestimento in tela, dotata di un sistema di svergolamento alare per il controllo del rollio e rinforzata da tiranti metallici collegati alla fusoliera e a una struttura apposita collocata al di sopra di essa; la fusoliera era basata su una struttura in legno a traliccio, a sua volta rinforzata da cavi metallici, ed era ricoperta in tela solo per la metà anteriore; la stessa struttura in legno con rivestimento in tela caratterizzava gli impennaggi. Il carrello, fisso, era composto da due ruote anteriori con pattini anti-cappottata e da un altro pattino, più piccolo, in coda. Il Ca.11 si differenziava dai suoi immediati predecessori principalmente per il motore, uno Gnome di fabbricazione francese a 7 cilindri a stella capace di sviluppare una potenza di 50 CV.

## Impiego operativo
Il Ca.11 era un monoposto concepito per l'addestramento e per impieghi sperimentali in ambito militare. La qualità del progetto e della costruzione, comunque, consentì al modello di riportare diversi notevoli successi, con una serie di record di velocità battuti nel febbraio del 1912.
Il 12 febbraio (o, secondo altre fonti, il 13) ai comandi del pilota Enrico Cobioni, che aveva ottenuto il suo brevetto di volo proprio nella scuola di aviazione di Caproni a Vizzola Ticino, un Ca.11 percorse 20 volte, girando in circolo, un circuito chiuso di 5 km, per un totale di 100 km, in 66 min 30 s, stabilendo così un nuovo record italiano tanto per i 100 km in circuito (velocità media di 90,225 km/h) che per i 5 km in circuito (velocità media di 91,370 km/h, corrispondenti a un tempo di 3 min 17 s); il primato venne omologato dai commissari Augusto Vogel e Gustavo Moreno.
Il 14 febbraio lo stesso pilota batté il primato italiano di quota, alzandosi a 1 150 m (peraltro nel tempo molto breve di 15 minuti); nel corso dello stesso volo Cobioni percorse 1 582 m in 53 s, toccando una velocità di 106,242 km/h e battendo così anche il record nazionale in rettilineo.